# Alison Balsom
Alison Balsom, née le 7 octobre 1978 à Hertfordshire (Grande-Bretagne), est une trompettiste britannique.

## Biographie
Elle étudie la musique au Guildhall School of Music and Drama, au Royal Scottish Academy of Music and Drama et au Conservatoire national supérieur de musique de Paris. Elle prend des cours de perfectionnement avec Håkan Hardenberger.
Elle entame une carrière professionnelle en 2001, participe à l'émission Artistes de la nouvelle génération de la BBC Radio 3 (en) entre 2004 et 2006, elle a publié son premier disque chez EMI Classics en 2002. En 2005 apparaît son deuxième enregistrement, consacré à des œuvres pour trompette de J.S. Bach. L'année suivante, en parallèle à la parution de son 3e disque, 'Caprice', Alison Balsom est nommée « Young British Classical Performer » aux « 2006 Classical BRIT Awards », et elle remporte également une distinction aux Classic FM Gramophone Awards (« Classic FM Listeners' Choice Award' »). 
En 2009, elle est nommée « Artiste féminin de l'année » aux Classical BRIT Awards et se produit à la dernière soirée des Proms, interprétant notamment le concerto pour trompette de Haydn.
Le 25 janvier 2012, elle interprète le concertino pour trompette & cordes Seraph de James MacMillan lors d'un concert au Théâtre des Champs-Élysées sous la direction du compositeur, pour la création française de cette œuvre qui lui est dédiée, peu après la parution de son nouveau disque du même nom.

## Discographie
- 2002 – Music for trumpet and organ : Sweelinck, Bach, Purcell, Purcell (fois ?), Messiaen, Tomasi, Eben - Quentin Thomas, orgue (juin 2002, EMI Classics "Debut" 5 75683 2) (OCLC 815761270)
- 2003 – The fam'd Italian masters : Lazzari, Jacchini, Vitali, Stradella, Legrenzi, Torelli… - Crispian Steele-Perkins, trompette ; The Parley of Instruments, dir. Peter Holman (24-26 juillet 2002, Hyperion) (OCLC 52627420)
- 2005 – Bach, works for trumpet - Colm Carey, orgue (avril 2005, EMI Classics) (OCLC 859214039)
- 2006 – Caprice : Mozart, Piazzolla, Lindberg, Arban, Paganini, Falla, Rachmaninoff, Bach, Debussy, Tomasi - Orchestre symphonique de Gothenburg, dir. Edward Gardner (janvier 2004–19/21-22 juin 2006, EMI Classics 3 53255 2) (OCLC 75958422)
- 2008 – Haydn and Hummel trumpet concertos - Deutsche Kammerphilharmonie Bremen, dir. Thomas Klug (9-13 février 2008, EMI Classics) (OCLC 255913115)
- 2010 – Italian concertos : Vivaldi, Marcello, Cimarosa, Albinoni, Tartini - Scottish Ensemble (30 octobre/2-4 novembre 2009, EMI Classics) (OCLC 891191685)
- 2012 – Seraph : MacMillan (Seraph ; Concertino pour trompette), Arutunian (Concerto pour trompette), Zimmermann (Concerto pour trompette « Nobody knows de trouble I see »), Takemitsu (Paths) - BBC Schottish orchestra, dir. Lawrence Renes (février/juin/octobre 2011, BBC/EMI Classics) (OCLC 871442648)
- 2012 – Sound the trumpet : Royal music of Purcell and Haendel - The English Concert, dir. Trevor Pinnock (EMI Classics) (OCLC 885054736)
- 2013 – English hymn anthems : Parry, Stanford, Dyson, Ireland, Vaughan Williams… - Choir of King's College, dir. Stephen Cleobury ; Parker Ramsay et Douglas Tang, orgues (9-13 juillet 2013, Choir of King's College, Cambridge) (OCLC 927339393)
- 2014 – Paris : Satie, Messiaen, Kosma, Reinhardt (10-11/15/21-22 mai 2014, Warner) (OCLC 889189073)
- 2016 – Légende : Françaix (Sonatine), Hindemith (Sonate), Enesco (Légende), Goedicke (Étude de concert), Martinů (Sonatine)… - Tom Poster, piano (12–13 octobre 2015 / 3–4 janvier 2016, Warner) (OCLC 950443130)